# 1813 год в музыке

## События
- 29 октября — в Милане, во время сольного концерта в театре «Ла Скала», скрипач Никколо Паганини представил публике сочинение, ставшее одним из самых знаменитых в его творчестве — «Ведьмы», вариации на тему балета «Орех Беневенто» для скрипки с оркестром (Вариации на четвёртой струне), причём музыкант повторил произведение по настоятельному требованию публики.

## Произведения
- Людвиг ван Бетховен — «Победа Веллингтона», соч. 91.
- Франц Данци — опера «Горный дух».
- Франц Данци — Соната для фортепиано и валторны № 2 ми минор, соч. 44.
- Франц Шуберт — Симфония № 1, D. 82.

## Родились
- 17 февраля — Казимир Любомирский, польский композитор, автор популярных песен и салонных пьес для фортепиано.
- 1 мая — Эмма Альбертацци, английская оперная певица (контральто).
- 22 мая — Вильгельм Рихард Вагнер, немецкий композитор и теоретик искусства. Крупнейший реформатор оперы, Вагнер оказал значительное влияние на европейскую музыкальную культуру, особенно немецкую.
- 28 сентября — Антон Валлерштейн, немецкий композитор, скрипач, пианист и музыкальный педагог[1].
- 10 октября — Джузеппе Верди, композитор, творчество которого является одним из крупнейших достижений мирового оперного искусства и кульминацией развития итальянской оперы XIX века.
- 14 февраля — Александр Даргомыжский, русский композитор, существенно повлиявший на развитие русской музыки XIX века, смелый новатор, основоположник реалистического направления в русской музыке.
- 2 декабря — Яков Розенгайн, немецкий музыкант, пианист, композитор классической музыки и музыкальный педагог.

## Скончались
- 14 апреля – Иоахим Николас Эггерт, шведский композитор
- 14 июня — Кристиан Эреготт Вайнлиг (нем. Christian Ehregott Weinlig), немецкий композитор, кантор дрезденской Кройцкирхе (родился 30 сентября 1743).
- 24 сентября — Андре Гретри, французский композитор бельгийского происхождения, классик французской комической оперы (родился 8 февраля 1741).